# Patrick Keeler
Patrick Keeler (ur. 6 października 1975) – amerykański perkusista, pochodzący z Cincinnati. Znany z zespołów The Raconteurs i The Greenhornes. 
W zespole garagerockowym The Greenhornes gra od 1996 wraz z wokalistą Craigiem Foksem i Jackiem Lawrence'em.
W 2004 zagrał na perkusji na albumie Loretty Lynn Van Lear Rose, z zespołem zebranym przez producenta tego albumu, Jacka White'a, i nazwanym The Do Whaters.
W 2004 wraz z przyjaciółmi: Brendanem Bensonem, Jackiem White'em i Jackiem Lawrence'em utworzył The Raconteurs. W 2006 wydali oni debiutancki album Broken Boy Soldiers, a w 2008 drugi – Consolers of the Lonely.
W 2004 zagrał także dwa koncerty ze znajomym zespołem The Dirtbombs.